# Joaquín Casas Carbó
Joaquín (o Joaquim) Casas Carbó (1858-1943) fue un abogado, editor y filólogo español. Amigo de Pompeu Fabra, tuvo un papel destacado en la campaña de normativización lingüística del catalán llevada a cabo en L'Avenç.

## Biografía
Nacido en Barcelona en 1858, se licenció en derecho. Era primo hermano del pintor Ramón Casas Carbó por partida doble, pues los padres y madres de ambos eran hermanos.
En 1891 publicó un artículo defendiendo un origen céltico [sic] de los catalanes. Editor de L'Avenç, defendió el enriquecimiento del catalán a partir de elementos de lenguas contemporáneas como el provenzal, el francés, el italiano o el portugués; todas excepto el castellano, lengua de la que, según Casas Carbó, el catalán se tendría que desasimilar. En 1933 defendió en El Problema Peninsular la unión peninsular en la forma de un gran estado donde se reconocieran diferentes «nacionalidades» como un paso previo a una «unión latina».
Falleció en su ciudad natal en 1943.